# Teddy Kotick
Theodore John Kotick (Haverhill, 4 juni 1928 - Boston, 17 april 1986) was een Amerikaanse jazzbassist.

## Carrière
Kotick begon op 6-jarige leeftijd gitaar te spelen, maar later op de middelbare school wisselde hij naar de basgitaar. Hij begon zijn muzikale carrière in de staten van New England, voordat hij zich in 1948 vestigde in New York. Hij werkte met Buddy Rich, Buddy DeFranco (1949), Artie Shaw (1950), Stan Getz (1951–1953), Bob Brookmeyer, Al Haig (1954) en sporadisch met Charlie Parker. Op 23 januari 1952 ontstond met Max Roach het nummer Begin the Beguine. Bovendien werkte Kotick mee bij het legendarische Rockland Palace Concert op 26 september 1952. Een verdere opnamesessie vond plaats op 10 december 1954. Daarbij werden voor het album Charlie Parker Plays Cole Porter de nummers I've Got You Under My Skin, Love for Sale en I Love Paris opgenomen. Het zou de laatste opnamesessie zijn van Charlie Parker voor het jazzlabel Verve Records voor zijn overlijden.
In 1956 werkte hij mee bij George Russells The RCA Victor Jazz Workshop en was hij bassist in het trio van Bill Evans, waarmee diens debuutalbum New Jazz Conceptions ontstond. In 1957 werkte hij met Evans mee aan het album A Swinging Introduction to Jimmy Knepper. Van 1957 tot 1958 was Kotick lid van het kwintet van Horace Silver, daarna in 1959 in de band van Zoot Sims en Al Cohn. Tijdens deze periode ging hij ook op tournee met het orkest van Claude Thornhill en nam hij platen op met Jimmy Raney en George Russell. Tijdens de jaren 1960 werkte Kotick overwegend zelfstandig en speelde hij met muzikanten als Martial Solal op het Newport Jazz Festival met René Thomas, Teddy Charles, Herbie Nichols, Tony Scott en Phil Woods. In 1966 speelde hij nog een keer kortstondig in het trio van Bill Evans (The Secret Sessions) in de New Yorkse jazzclub Village Vanguard.
Sinds begin jaren 1970 woonde Kotick weer in Massachusetts. Eind jaren 1970 en 1982 kwamen er nog een keer opnamen met J.R. Monterose en Allen Eager.

## Overlijden
Teddy Kotick overleed in april 1986 op 57-jarige leeftijd.

## Discografie
- 1951: Stan Getz: Stan Getz At Storyville (Volume 1)/Volume 2/Volume 3 (Roost Records)
- 1954: Al Haig: Al Haig Quartet (Period Records)
- 1955: Bob Brookmeyer: The Dual Role of Bob Brookmeyer (Prestige Records)
- 1956: Herbie Nichols: Herbie Nichols Trio (Blue Note Records)
- 1956: Jimmy Raney: A (Prestige Records)
- 1956: George Russell: The Jazz Workshop (RCA Victor)
- 1956: George Wallington: Jazz For The Carriage Trade (Prestige Records)
- 1957: Al Cohn, Zoot Sims: Al And Zoot (Coral Records)
- 1960: René Thomas: Guitar Groove (Jazzland Records)

met Charlie Parker
- 1955: Charlie Parker Plays Cole Porter (Verve Records) – opnieuw uitgebracht in 1991 als The Cole Porter Songbook
- 1952: The Complete Legendary Rockland Palace Concert (Jazz Classics, 1996)

met Bill Evans
- 1956: New Jazz Conceptions (Riverside Records)
- 1996: The Secret Sessions (Milestone Records)

- Bibliothèque nationale de France: cb13896125w (data)
- Gemeinsame Normdatei: 134605659
- International Standard Name Identifier: 0000 0000 5514 6307
- Library of Congress Control Number: n91048379
- MusicBrainz: bae9c8d3-b982-4a54-9a29-d0a5abcf965b
- Istituto Centrale per il Catalogo Unico: MODV295625
- Système universitaire de documentation: 243644051
- Virtual International Authority File: 56796701
- WorldCat: E39PBJf8yFwhHyJyVHRV7PfrMP